# بلیرزتاون (میزوری)
بلیرزتاون (به انگلیسی: Blairstown) یک شهر در ایالات متحده آمریکا است که در شهرستان هنری، میزوری واقع شده‌است. بلیرزتاون ۰٫۶۵ کیلومتر مربع مساحت و ۹۷ نفر جمعیت دارد و ۲۴۱ متر بالاتر از سطح دریا قرار دارد.